# Карша (Дагестан)
Карша (дарг. Хъарша) — село в Акушинском районе Дагестана. Входит в состав сельского поселения «Сельсовет „Акушинский“».

## Географическое положение
Село примыкает к южной окраине села Акуша.

## Население
| 1970 | 1989 | 2002  | 2010  | 2021  |
| ---- | ---- | ----- | ----- | ----- |
| 651  | ↘534 | ↗1133 | ↗1234 | ↗1276 |